# (73033) 2002 EM81
(73033) 2002 EM81 – planetoida z pasa głównego asteroid okrążająca Słońce w ciągu 3,35 lat w średniej odległości 2,24 j.a. Odkryta 13 marca 2002 roku.